# Chaetocladius bilobatus
Chaetocladius bilobatus är en tvåvingeart som först beskrevs av Maurice Emile Marie Goetghebuer och Lenz 1942.  Chaetocladius bilobatus ingår i släktet Chaetocladius och familjen fjädermyggor. Inga underarter finns listade i Catalogue of Life.